# Walid Raad
Pour les articles homonymes, voir Raad.
 (août 2021).
 (août 2021).
Walid Raad (en arabe وليد رعد), né en 1967 à Chbanieh, est un artiste libanais qui utilise un large éventail de techniques et de formats (texte, photographie, vidéo, édition, installation, performance) autour d’une réflexion sur les représentations possibles d’un pays en guerre.

## Biographie
Walid Raad quitte le Liban en 1983, du fait de la guerre civile. Il s'installe à New York, où il étudie la photographie au Rochester Institute of Technology. Il y enseigne à l’école d’art The Cooper Union. Artiste à la grande renommée internationale, il a exposé en Europe, au Moyen-Orient et en Amérique du Nord, notamment à l’occasion d’une grande rétrospective en 2006 à la Hamburger Banhof (Berlin, Allemagne) puis en 2010 à la Whitechapel Gallery (Londres, Royaume-Uni), ainsi qu’au 104 dans le cadre du Festival d’Automne à Paris (France).
Il a participé aussi à la documenta11 à Cassel (Allemagne) en 2002, à la Biennale de Venise (Italie) en 2003, à Home Works, forums des pratiques culturelles à Beyrouth (Liban), à la Kunsthalle de Zurich  au Festival d’Automne à Paris et au musée d’art moderne de New York. Il est lauréat de la Bourse Guggenheim en 2009. Il a été récompensé par le Alpert Award in Visual Arts et le Deutsche Börse Photography Prize en 2007 ainsi que le Camera Austria Award en 2005.
L’artiste est également membre de l’AIF (Arab Image Foundation), une institution située à Beyrouth depuis 1997 dont le but est de collecter et de valoriser un patrimoine visuel du Moyen-Orient, de l’Afrique du Nord et de la diaspora arabe. 

## Œuvres

### Atlas Project
The Atlas Group (1989-2004) est présenté comme un centre de recherche imaginaire qui se propose d’identifier, d’étudier et de préserver des archives visuelles, sonores et littéraires réelles ou fictives avec des personnages historiques ou imaginaires liés aux conflits libanais. Ce projet artistique est centré sur les dimensions politiques, sociales, psychologiques et esthétiques des guerres au Liban intervenues sur les trente dernières années.
Il a créé la figure du Docteur Fadl Fakhouri, le personnage principal, décrit comme étant « le plus renommé des historiens au Liban » et donc comme garant de la narration des faits.
S'entremêlent ainsi une vidéo sur la détention des otages américains au Liban, un collage photographique sur les 245 voitures piégées à l’explosif dans les centres urbains libanais et des restes retrouvés au fond de la Méditerranée en face de Ras Beyrouth... Des photographies sont constellées de points de couleur censés représenter la provenance des balles criblant les murs. Ce fait imaginaire essaie de mieux rendre compte que l’histoire et les prétendus « faits », la vérité vécue des peuples sous les bombes. Ces collages colorés ont des titres ironiques : Let’s Be Honest, The Weather Helped, 2006 (Soyons honnêtes, la météo a aidé).
The Atlas Group (1989-2004) est aussi une interrogation du processus de documentation lui-même et un regard porté sur la façon dont l’histoire est transmise, transformée et instrumentalisée. Critiquant la suprématie du document dans les récits et chroniques de l’actualité, il propose une  mise en mémoire de l’histoire comme une suite de mystères sujets à interprétations multiples, chargés des références que le spectateur peut y projeter. Le spectateur se retrouve plongé dans un scénario bizarre où la frontière séparant la notion de document et d'histoire est floue : le document peut être trouvé s'il est réel ou produit s'il est fictif, l'histoire est assimilée à des situations décrites sont traitées comme « ayant très bien pu avoir eu lieu » et donc comme de réels événements historiques. En créant volontairement une confusion entre la fiction et le documentaire, il interroge les représentations possibles de l’histoire, les personnes aptes à se charger de son écriture et à l’opération historiographique. Walid Raad a innové en abordant la problématique mémorielle sous l’angle d’une esthétique postmoderne. Le regroupement des documents de l'Atlas Group ne sont pas destinées à clarifier un espace géopolitique complexe. Ils servent plutôt à démontrer la pseudo-lisibilité de ce type de documents et à y insérer un autre type d'image, d'unité ou d'expérience.
Walid Raad est le Fondateur et le membre unique de cet organisme imaginaire. En se présentant comme une institution, un « Groupe », il pose la problématique du statut de l'auteur.

### Scratching on things I could disavow: A history of art in the Arab world
Scratching on things I could disavow: A history of art in the Arab world (« Frotter les choses que je pourrais désavouer : Une histoire de l'art dans le monde arabe ») interroge les données et les conditions d’une histoire de l’art relative aux arts de l’Islam et du Moyen-Orient,.
Initiée en 2007, ce projet envisage d'aborder deux phénomènes parallèles que sont l’émergence d’infrastructures culturelles inédites dans les pays du Moyen-Orient notamment à Abou Dabi, au Qatar et le développement, à l’échelle mondiale, de nouveaux projets muséographiques consacrés au patrimoine artistique de ces mêmes régions, aux innovations technologiques dans les domaines des statistiques, de l’extraction de données et de la finance avec leurs manifestations dans les bases de données consacrées à l’art et les fondations artistiques. Cette exposition aussi aborde le développement du secteur high-tech en Israël au cours des vingt dernières années.
En s'appuyant sur des photographies, des installations, des publications et des performances, Walid Raad développe une méditation visuelle et narrative au sujet des déplacements qui se jouent aujourd’hui dans l’attention portée aux scènes artistiques et à l’histoire de l’art des pays arabes.
En se basant sur les réflexions de l'écrivain irakien Jalal Toufic, Walid Raad laisse entendre que les œuvres de création sont littéralement éclipsées par les traumas de l’histoire (guerres, conflits, mutations géopolitiques). Même lorsqu’elles survivent matériellement, les œuvres du passé subissent les symptômes d’un « retrait de la tradition suite à un désastre démesuré », elles deviennent « invisibles » ou « inaccessibles » aux artistes d’aujourd’hui et des temps à venir.
Ce projet comprend des vues d'intérieurs d'architectures de musées modernes vides sous forme d'hologrammes en trois dimensions et des listes des noms des artistes qui ont vécu au Liban à la fin du XIXe et durant le XXe siècle. Les noms sont formés avec trois couches de peinture vinyle blanche sur un mur blanc et disposés les uns à côté des autres. Elle commence avec le mot « et » et se termine par le même mot « et ». Dans cette œuvre, il soutient que les artistes du futur lui ont transmis ces noms par télépathie et que, étant donné son expérience du type de « bruit » qui accompagne la réception télépathique, il publie cette liste publique dans l’espoir que toute nuisance (orthographique ou autre) puisse être identifiée. Et effectivement, il se trouve que certains noms étaient mal orthographiés. Avec ce travail, il laisse aux autres le soin de lui notifier ses erreurs. D'ailleurs en juillet 2008, un soi-disant critique d’art a corrigé le nom d’un peintre qu'il avait mal orthographié au crayon rouge sur le mur blanc. Selon l'artiste, ces corrections sont comme une incitation à en découvrir davantage sur les artistes dont le nom lui est parvenue de façon déformée. Initialement, il pensait que les artistes du futur avaient assumé la tâche de lui rappeler ses prédécesseurs et leurs œuvres. Mais il s’est avéré qu’en me communiquant télépathiquement ces noms déformés, leur entreprise était toute autre. Les artistes du futur s’intéressent davantage à ressusciter certaines lignes, couleurs, contours ou formes qu’à maintenir en vie les œuvres de certains des peintres, sculpteurs, photographes et cinéastes qui ont vécu et travaillé au Liban au XXe siècle.
Dans cette exposition, entre pratique esthétique et réflexion sur les nouvelles inflexions du marché il aborde les modes d’apparition de l’histoire de l’art moderne et contemporain dans le monde arabe à l'heure de la mondialisation. Préoccupé par l'influence des guerres et des changements géopolitiques sur le rapport à l’histoire, l’artiste interroge le regard actuel sur la tradition. En plus d'interroger les conséquences à plus ou moins long terme physiques et psychologiques des différentes guerres qui ont brûlé le Moyen-Orient depuis les dernières décennies, les œuvres de Walid Raad envisagent également des conséquences moins visibles et traumatisantes (non psychologiques) qui affectent profondément la tradition. 
La « tradition » est entendue ici, non pas comme ce qui est transmis par le dogme et la répétition, mais par ce qui peut constituer un fonds commun, un lieu où la parole peut avoir lieu, un espace de transmission possible.
La tradition n’est pas seulement ce qui, matériellement et ostensiblement, a survécu à « l’épreuve » du temps. Si par des temps normaux elle est une entité nébuleuse – en dépit du processus quelque peu artificiel de la formation du canon -, la tradition devient délimitée et spécifique avec le désastre « surpassant » (Surpassing Disaster). La tradition est à la fois ce qui survit matériellement au désastre « surpassant », ce qui a été immatériellement retiré par lui, et qui a la chance d’être ressuscité par la suite par les artistes, les écrivains et les penseurs.
La notion de tradition qu’il avance est clairement liée au concept de désastre « surpassant » et à la communauté de ceux qui sont sensibles à la façon dont un désastre affecte de façon immatérielle la culture et la tradition. Pour Toufic, il existe certains désastres dont les effets surpassent à court ou à long terme les limites matérielles et psychologiques qu’on leur attribue habituellement. Et la tradition, telle qu’il la formule, ne résulte pas de l’assemblage d’artéfacts culturels qui survivent à l’épreuve du temps, ni de ce que des acteurs étatiques ou non étatiques identifient comme constituant « l’héritage commun » d’une communauté. Pour Jalal Toufic, le concept de tradition se définit avec le désastre « surpassant » et avec les résurrections de ce qui a été retiré de façon immatérielle consécutives à ce désastre.
Il questionne l'expansion culturelle des musées comme le Louvre et le Guggenheim au Moyen-Orient et la visibilité accrue des artistes au Moyen-Orient et la présence des sponsors et des collectionneurs. Il nous fait partager sa méditation narrative et visuelle sur le devenir du « musée universel » imaginé par l’Occident à la fin du XVIIIe siècle. Les photographies des collections des arts de l’Islam du Louvre sont autant de mystères visuels, remettant en cause chez le spectateur toute certitude du regard. Ombres, reflets, marges, interstices, incertitudes optiques constituent un constat poétique dans son œuvre. Ces indices, périmètres ou traces renvoient à un référent absent. L’objet ou l’image dont ils sont supposés être le témoin se dérobent.
Le projet de Walid Raad questionne sur les plans idéologiques, économiques et politiques l'impact croissant du tourisme culturel qui contribue fortement au pouvoir économique et qui est un levier de croissance. Il s'interroge sur les conséquences des changements intervenus après des guerres dont les responsables sont des potentats locaux ou des puissances internationales sur la culture et les traditions.

### Préface à la première édition
Le projet de création du Louvre à Abou Dabi est à l'origine de ce projet. Prenant conscience que des objets issus des collections du Louvre allaient voyager, il a eu envie de les photographier avant leur déplacement ; mais lorsqu’il a appris qu’un certain nombre d’entre eux n' étaient pas exposés mais resteraient dans des  caisses, il s'est alors questionné sur le statut des objets dans les réserves d’un musée. Il a ensuite multiplié les contacts avec les différents espaces du Louvre, les personnes responsables des objets, les archives et les photographies disponibles.
Walid Raad aime à raconter une petite fable qu’il situe en 2016, le jour de l’ouverture du Louvre à Abou Dabi. Un Émirati s’arrête à la porte du musée, incapable d’en franchir l’entrée. Car il perçoit qu’il y a là non pas une porte mais un mur, et affolé, il se retourne vers la foule en hurlant : «  Attention, arrêtez, n’entrez pas ! », ce qui a pour conséquence qu’il est menotté et emmené à l’hôpital psychiatrique. Le lendemain, la presse titrera : « Un déséquilibré perturbe l’inauguration du Louvre. Il prétend que le monde est plat. » Cette fable ne s’achève pas sur une « morale », comme dans les fables traditionnelles, mais se veut une invitation à la réflexion. 
À l’occasion de l’ouverture des nouveaux espaces consacrés au département des Arts de l’Islam, le musée du Louvre invite l’artiste Walid Raad à une collaboration sur trois années consécutives. Au Louvre, Walid Raad réalise sa première production directement consacrée aux « arts de l’Islam », notion historiographique et muséographique qui s’impose à la fin du XIXe siècle, lorsque les collections publiques exposent comme tels des objets couvrant un large champ chronologique et géographique, de l’Andalousie Arabe jusqu’à l’Inde Moghole. Son exposition « Préface à la première édition » et la publication Préface à la troisième édition constituent le premier volet de cette carte blanche. La publication accompagnant cet événement a été conçue par l’artiste non comme un catalogue d’exposition mais comme une composante artistique, à part entière, du projet. Elle se concentre sur les œuvres du département des Arts de l’Islam récemment photographiées par Hughes Dubois. À travers des « énigmes optiques » , inventaire très personnel des objets de la collection, il invite le lecteur à une forme de « méditation visuelle ». « Ici, une reliure iranienne du XVIIIe siècle, à décor floral peint, se glisse dans le contour d’un manche de poignard en jade moghol du XIXe, sculpté en tête de cheval. Là, une tête princière en ronde bosse réalisée en Iran au tournant du XIIe siècle est découpée par la forme d’un bol également iranien, du XVe. » Deux créations (une installation et une vidéo) sont inspirées par  le devenir d’un « musée universel » à l’heure de la mondialisation.
Cette installation inédite présente une vision architecturale flottante, fragmentaire, semi-abstraite qui côtoie les images 
d’objets hybridés qui semblent se traverser l’un l’autre.  Cette structure est composée d’une série de photographies des portes de musées occidentaux (le Metropolitan, le MOMA de New York, la pinacothèque de Milan) détourées et réalisées  en découpage continu de métal, une face noire, une face blanche . Cette suspension est une sorte de planète muséale sous la forme d'un mobile immense fixé au plafond. Elle est éclairée par des lumières de différentes intensités qui projettent des ombres chinoises sur les murs. La guirlande de bordures bi-dimensionnelles projette sa frontalité dans l'espace en trois-dimensions.
Cette vidéo de 13 minutes qui tourne en continu a été réalisée à partir de photographies d'une trentaine d'objets  appartenant aux collections des arts de l’Islam du Louvre  qui ont voyagé jusqu’au Louvre Abu Dhabi. S'il n'a pas pris lui-même les photographies pour se tenir volontairement à distance des objets, il en a extrait des matériaux, des formes, des couleurs qu’il a retravaillés et qui ont donné naissance à de nouvelles images, incluses dans la vidéo. Les formes amalgamées dessinant tour à tour les objets superposés les uns sur les autres (cheval, vase, bague, etc.) offrent une vision kaléidoscopique et colorée oscillant entre imaginaire et réalité. Dans cette compilation compacte et visuellement très réussie, la porosité grandissante entre les cultures  est mise en valeur.
La deuxième étape du travail aura lieu à l’automne 2014 dans le département des arts de l’Islam. Walid Raad « infiltrera » le département, c’est-à-dire que les objets qu’il a conçus seront créés et placés dans les vitrines aux côtés des objets issus des collections.

## Engagement artistique
Walid Raad et un groupe d'artistes, d'écrivains et d'activistes ont annoncé mener une campagne de mobilisation depuis octobre 2013 contre les conditions de travail et de vie déplorables de travailleurs immigrés construisant des édifices pour trois institutions artistiques occidentales de grand renom (le Guggenheim, le Louvre, le musée national Sheikh Zayed qui a été construit en coopération avec le Britih Museum) dans l'île Saadiyat d'Abu Dhabi dessinées par des architectes célèbres internationalement et payés avec des rémunérations mirobolantes.
La campagne intitulée "52 semaines" fait appel à plusieurs artistes internationaux Doug Ashford, Doris Bittar, Sam Durant, Matthew Greco, Gulf Labor (une organisation d'artistes destinée à protéger les droits des travailleurs dont Walid Raad est un membre), Hans Haacke, Thomas Hirschhorn, Lynn Love, Guy Mannes-Abbott, Naeem Mohaiemen, Walid Raad, Oliver Ressler, Andrew Ross, Yace Salloum, Ann Sappenfield et Gregory Sholette.
Walid Raad a fait la déclaration suivante pour expliquer son engagement : 
« Si le Guggenheim, le Louvre et le TDIC (Société d'investissement et de développement du Tourisme) étaient disposés à déployer autant d'énergie et de ressources pour sauvegarder les droits des travailleurs lors de la construction des musées sur l'île de Saadiyat que pour le recrutement des « starchitectes », construisant des merveilles d'ingénierie et l'achat d'œuvres d'art innovantes, leur fierté de construire la plus belle infrastructure destinée aux arts au niveau international n'apparaîtrait pas comme des paroles en l'air. Abu Dhabi, ses habitants et ses travailleurs, mérite mieux que les immeubles avant-gardistes et les collections proposées par les musées les plus renommés dans le monde. Abu Dhabi mérite aussi le développement et la mise en application des lois sociales les plus progressistes pour les travailleurs en lien avec  ces nouvelles institutions.  Si les musées restent aveugles sur ce sujet, je peux espérer que les dirigeants cheikhs  et leurs épouses  en prendront conscience et bientôt. »
Les artistes Farid Sarroukh, Maha Traboulsi et Walid Raad ont créé une œuvre ensemble pour contribuer à cette campagne.

## Expositions
- Premier comité pour la photographie - Accrochage des nouvelles acquisitions dans les collections : Éric Poitevin, Walid Raad, Malick Sidibe, Rémy Duval, Musée d'art moderne de la ville de Paris, novembre 2014 - avril 2015[6].

## Récompenses
- 1999-2000 Mellon Fellowship, AUB, Lebanon
- BFVF Production Grant, Boston Film Video Foundation, Boston
- 1999  Jerome Foundation, Media Production Grant, New York Scholar Incentive Award, Queens College, CUNY, New York Massachusetts Media Fellowship, Boston Film Video Foundation, Boston
- 2000  NYSCA Distribution Grant, New York
- 2003  Rockefeller Fellowship  NYSCA, Individual Artist Fellowship
- 2004-2005 Fellow, Vera List Center for Art and Politics, New School
- 2005  Camera Austria Award, Graz
- 2007  Alpert Award in Visual Arts, New York ; Deutsche Börse Photography Prize, Londres
- 2009  Guggenheim Fellowship in Fine Arts, New York
- 2010  Finalist, Hugo Boss Prize, New York
- 2011  Prix international de la Fondation Hasselblad, Göteborg
- 2013  Zabar Visiting Artist, Hunter College, CUNY, New York
- 2016 Infinity Award for Art, New York
- En 2019, la ville allemande d'Aix-la-Chapelle lui attribue un prix artistique mais refuse finalement de le lui remettre parce qu'il refuse de condamner le mouvement BDS qui cherche à influencer la politique israélienne vis-à-vis des Palestiniens[7].